# Tiêu Quân
Tiêu Quân (tiếng Trung: 蕭軍, 1907 - 1988) là bút hiệu của một văn sĩ Trung Hoa.

## Tiểu sử
Tiêu Quân sinh ngày 3 tháng 7 năm 1907 tại thôn Hạ Triển Bàn Câu, thị trấn Nghĩa Châu Thẩm Gia, phủ Cẩm Châu, tỉnh Liêu Ninh. Ông có nguyên danh là Lưu Hồng Lâm (劉鴻霖), tăng dụng danh Lưu Ngâm Phi (劉吟飛), Lưu Vũ Tiệp (劉羽捷), Lưu Úy Thiên (劉蔚天), Lưu Vũ Lâm (劉雨竹), bút danh Điền Quân (田軍), Tiêu Quân (蕭軍), Đà Nhan Tam Lang (酡顏三郎), Tam Lang Đẳng (三郎等). Ông được coi là một tay bút cánh tả và lãnh tụ Đông Bắc tác gia quần (東北作家群).
Cậu bé Lưu Hồng Lâm mới chào đời được 7 tháng thì mồ côi mẹ vì bà tự tử sau một trận đòn tàn nhẫn của chồng. Lên 8 tuổi thì gia đình phải long đong đi trốn nợ. Năm cậu được 10 tuổi thì theo cha đến Trường Xuân, nơi cậu bắt đầu được học trường lớp chính quy. Nhưng chẳng bao lâu thì Lưu Hồng Lâm bị đuổi học vì có những hành vi bất mãn.
Tháng 6 năm 1925, Lưu Hồng Lâm gia nhập quân lực; trong thời gian quân ngũ thì bắt đầu đọc cổ văn và sáng tác thơ. Tháng 6 năm 1928, Lưu Hồng Lâm đến Thẩm Dương nhập học Đông Bắc Lục quân Giảng võ Viện.

## Tác phẩm
- Bạt thiệp (跋涉)（短篇小說合集）與蕭紅合著，1933年10月，自費於哈爾濱"五日畫報社"出版
- Bát nguyệt đích hương thôn (八月的鄉村)（長篇小說）1935年7月，自費印於上海容光書局
- 《羊》（短篇小說選）1936年1月，上海文化生或出版社；1981年，廣東人民出版社
- 《江上》(短篇小說選)1936年8月，上海文化生或出版社
- 《綠葉底故事》（詩、散文合集）1936年12月，上海文化生或出版社
- 《第三代》(1～2部，長篇小說)1937年12月，上海文化生或出版社；1947～1948，哈爾濱魯迅文化出版社
- 《十月十五日》（小說、散文集）1937年，上海文化生或出版社
- 《涓涓》（中篇小說）1937年9月，上海燎原出版社
- 《側面》(報告文學)1938年11月，成都跋涉書店；續集《從臨汾到延安》，1941，香港海燕書店
- 《幸福之家》(四幕話劇)1940年5月，重慶上海雜誌公司
- 《蕭軍傑作選》(綜合集)1947年，上海新象書店
- 《五月的礦山》(長篇小說)1954年11月，北京作家出版社
- 《過去的年代》(上下冊，長篇小說)，1957年6月，北京作家出版社
- 《吳越春秋史話》(上下冊，長篇小說)1980年7月，黑龍江人民出版社
- 《蕭軍近作》(詩文選輯)1981年1月，四川人民出版社
- 《蕭軍五十年文集》(綜合集)1981年，黑龍江人民出版社
- 《我的童年》(自傳)1982年，黑龍江人民出版社
- 《從臨汾到延安》（散文集）1983年，山西人民出版社
- 《蕭軍戲劇集》（戲劇）1984年，黑龍江人民出版社
- Tiêu Quân nhật ký (蕭軍日記)

## Ảnh hưởng

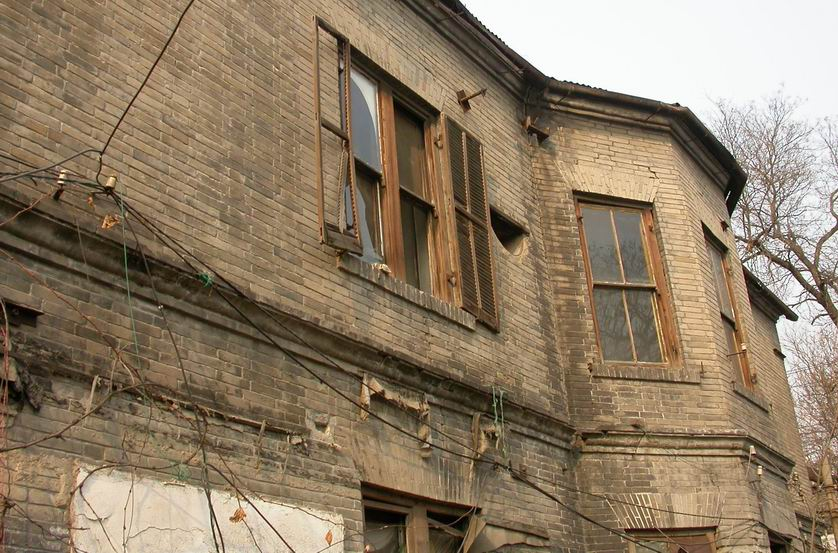
Cửa sổ căn gác trọ của Tiêu Quân và Tiêu Hồng ở Bắc Kinh.

### Tưởng niệm
- 蕭軍故居 (凌海市)：位於遼寧省凌海市沈家台鎮下碾盤溝村，距錦州約45公里。故居修繕工作於2007年7月3日竣工。
- 蕭軍故居：位於北京市西城區鴉兒胡同6號院。
- 蕭軍文化廣場：位於遼寧省凌海市沈家台鎮下碾盤溝村。 2007年7月3日落成。該廣場以"八月的鄉村"為主體建築，造型獨特。正面有蕭軍雕像，上面還有他的代表作《八月的鄉村》。裡面有展現《八月的鄉村》背景的"半景畫"，還有展覽室、陳列室、學術廳和多功能廳等。

### Nghệ thuật hóa
- Tiêu Hồng (蕭紅), phim truyền hình, 2013.
- Hoàng kim thời đại[3][4] (黄金时代), phim điện ảnh, 2014.

## Gia thất
- Vợ: Vương Đức Phân (sinh được 8 người con)
- Bạn tình: Tiêu Hồng (được một con trai, mất sau khi sinh), Đinh Linh